# Akaflieg München Mü 15
Die Akaflieg München Mü 15 war ein Segelflugzeug der studentischen Fliegergruppe Akaflieg München.

## Geschichte
Zeitgleich zum Entwurf der Mü 17 für den Wettbewerb für einen olympischen Einheitssegelfliegers arbeiteten die Studenten der Akaflieg München an einer Verbesserung der Mü 10 „Milan“. Der Prototyp wurde 1940 in Ainring bei Salzburg eingeflogen und absolvierte bis zum Herbst 1941 45 Flugstunden, als sich bei einem Flug das Seitenruder löste und die Mü 15 bei der anschließenden Notlandung leicht beschädigt wurde. Aufgrund der Kriegssituation wurde die Mü 15 nicht wieder instand gesetzt und überstand den Zweiten Weltkrieg nicht.

## Konstruktion
Der Hochdecker war wie alle Flugzeuge der Akaflieg München zu dieser Zeit in der Bauweise der Münchner Schule konstruiert. Dies bedeutet, dass er einen mit Stoff bespannten Stahlrohrrumpf und Holzflügel besaß. Die Sitzposition des Copiloten befand sich wie bei der Mü 10 „Milan“ und dem Motorsegler Mü 23 „Saurier“ unterhalb des Flügels. Wie bei der Mü 17 wurden auch bei diesem Entwurf automatische Ruderanschlüsse verwendet, was die Montage und Handhabung erleichterte. Außerdem verfügte er über ein einziehbares Fahrwerk.
Eine Besonderheit der Mü 15 lag darin, dass die Querruderausschläge fast wirkungslos waren. So mussten Kurven mit dem großen Pendelseitenruder über das dadurch ausgelöste Schieberollmoment geflogen werden.

## Varianten
Mit der Mü 20 sollte eine verbesserte Version der Mü 15 gebaut werden. Dieses Projekt kam aber über die Konstruktionsphase nicht hinaus.

## Technische Daten
| Kenngröße             | Daten                                                                                     |
| --------------------- | ----------------------------------------------------------------------------------------- |
| Besatzung             | 1                                                                                         |
| Länge                 | 8,20 (9,60 mit beigeklappten Flächen)                                                     |
| Spannweite (Breite)   | 19,00 m (2,60 m mit beigeklappten Flächen, 1,02 m mit beigeklappten Flächen und Leitwerk) |
| Höhe                  | 1,70 m (1,50 m mit beigeklappten Flächen)                                                 |
| Flügelfläche          | 18,80 m²                                                                                  |
| Flügelstreckung       | 19,30                                                                                     |
| Pfeilung              | 5°                                                                                        |
| V-Form                | 3°                                                                                        |
| Flächenbelastung      | 23,95 kg/m²                                                                               |
| Rüstmasse             | 250 kg                                                                                    |
| Zuladung              | 200 kg                                                                                    |
| max. Startmasse       | 450 kg                                                                                    |
| Höchstgeschwindigkeit | 250 km/h                                                                                  |
| Gleitzahl             | 29 bei 65 km/h                                                                            |
| geringstes Sinken     | 0,70 m/s bei 80 km/h                                                                      |
| Bruchlastvielfaches   | 8g                                                                                        |